# میلشکووتسه پاوووویتسکیه
میلشکووتسه پاوووویتسکیه (به لاتین: Mieleszkowce Pawłowickie) یک روستا در لهستان است که در گمینا کوژنگتسا واقع شده‌است.